# Блато Сайва (национален парк)
Националният парк Блато Сайва (Saiwa Swamp National Park) се намира в Кения, провинция Разломна долина, на 27 km от гр. Китале. Това е най-малкият национален парк в страната, заемащ само 2,9 km2 и разположен на надморска височина от 1820 до 1880 m. Блатото се захранва от две реки – Kipsaina, извираща от връх Елгон и Kapenguria, водеща водите си от хълмовете Черангани. В самия парк може да се влиза само пеш, превозни средства не се допускат. Осеян е с пътеки и мостчета над блатото и има три специални площадки за наблюдение на дивите животни и птици. В клоните на дърветата са вградени няколко платформи с изглед към блатото. На стратегически места са изградени и четири наблюдателни кули, от които може визуално да се проследи по-голямо количество от обитателите на парка.
Поради малките си размери паркът не е толкова популярен както други национални паркове в страната и е по-рядко посещаван от туристи. Достъпът до него се осъществява през входа Sinyerere gate и е възможен целогодишно. Управлява се и се поддържа от организацията Kenya Wildlife Service (KWS).

## Климат
Климатът се мени от топъл до хладен и влажен. Характеризира се с два сезона – дъждовен и сух. Средната годишна сума на валежите е 1250 mm, като върховите им количества са през месеците април, август и ноември.

## Флора
Растителността е смесица от гори, ливади, блатни растения и високи храсти по мочурливия бряг на блатото. Крайбрежията му са отрупани с високи тръстики и треви от сем. Острицови.

## Фауна

### Бозайници
Паркът е създаден специално с цел опазване на застрашената антилопа ситатунга. Антилопата е пригодена за живот край блата и езера. Често при опасност се потапя изцяло във водата, като над повърхността остават само ноздрите. Освен това е много добър плувец. Копитата ѝ са тънки и дълги, пригодени за ходене по блатисти терени. Козината е дълга, рунтава и не пропуска вода.
Други видове животни, често срещани в него са петнистогърла видра, котешка генета, сервал, мангуста, меден язовец, винторога антилопа бушбок и сив дукер. Може да се види и голямата горска катерица от вида Protoxerus stangeri, характерна за голяма част от Африка. Маймуните са представени от черно-белия колобус и рядката и застрашена от изчезване бразова морска котка (гвенон де Браза). В парка живее и полумаймуната пото от сем. Лориеви.

### Птици
Екосистемата е богата на популации от разнообразни птици. Тук се срещат около 372 вида, включващи редки птици като Musophaga rossae и Centropus monachus.

## Проблеми
Основният проблем в националния парк е бракониерството, насочено главно към антилопите ситатунга. След последното преброяване на тези животни се отчита, че са останали само 20 живи екземпляра.